# 建神社 (つるぎ町)
建神社（たてじんじゃ）は、徳島県つるぎ町にある神社である。

## 歴史
創祀年は不詳。権現さんや権現はんの愛称で親しまれている。往古は半田山の天王という地にあったとする説がある。
式内社である建神社の論社のひとつである。

## 祭神
- 素盞嗚命

## 交通
- JR徳島線「阿波半田駅」より徒歩で約10分。